# Pontifícia Comissão Disciplinar da Cúria Romana
A Pontifícia Comissão Disciplinar da Cúria Romana é um órgão da Cúria Romana, responsável pela determinação de medidas disciplinares aos funcionários da Cúria Romana.
Composta por um presidente e seis membros nomeados pelo Papa para cinco anos, prevê a aplicação de sanções disciplinares, tais como:
- a suspensão do cargo,
- a isenção,
- demissão.